# Да здравствует наша держава
Да здравствует наша держава,
Отчизна великих идей,
Страна всенародного права
На радость и счастье людей!
За это священное право,
За жизнь и свободу свою
Великая наша держава
Врагов побеждала в бою.
По ленинским мудрым заветам
Нас партия к счастью ведет.
И сталинской думой согреты
Страна и советский народ.
Несметны республик богатства,
И сил богатырских не счесть
В стране всенародного братства,
Где труд — это доблесть и честь.
«Да здра́вствует на́ша держа́ва!» — песня композитора Бориса Александрова на слова Александра Шилова. По словам композитора, мелодия была написана зимой 1942 года под впечатлением от разгрома немецких войск под Москвой, а затем Александр Шилов, солист Краснознаменного ансамбля песни и пляски, написал к ней слова, которые гармонично слились с мелодией. В 1943 году была представлена в качестве кандидата на гимн СССР.
После смерти И. В. Сталина строки
По ленинским мудрым советам

Нас партия к счастью ведёт.

И сталинской думой согреты

Страна и советский народ.
были заменены на строки
По ленинским мудрым заветам

Живёт наш великий народ.

Дорогою счастья и света

Нас партия мудро ведёт.
Песня либо её мелодия исполняется военными оркестрами на парадах войск наряду с традиционными «Славься!» из оперы Михаила Ивановича Глинки «Иван Сусанин» и маршем «Прощание славянки». Входит в репертуар дважды Краснознаменного академического ансамбля песни и пляски Российской армии имени А. В. Александрова.
Мелодия песни взята за основу гимна Приднестровской Молдавской Республики.